# باباحسن جنوبی
باباحسن جنوبی، روستایی است از توابع بخش مرکزی شهرستان دیلم استان بوشهر ایران..

## جمعیت
این روستا در دهستان لیراوی شمالی قرار دارد و بر اساس سرشماری سال ۱۳۸۵ جمعیت آن ۶۵نفر (۱۶خانوار) می‌باشد.